# Aphotocentor styx
Aphotocentor styx är en kräftdjursart som beskrevs av Rony Huys 1991. Aphotocentor styx ingår i släktet Aphotocentor och familjen Deoterthridae. Inga underarter finns listade i Catalogue of Life.